# جورج نيوهاوث
جورج نيوهاوث (بالإنجليزية: George Newhouse)‏‏ (1961 في بريزبان - ) سياسي ومحامي من أستراليا.